# تيريزا تشامبرز

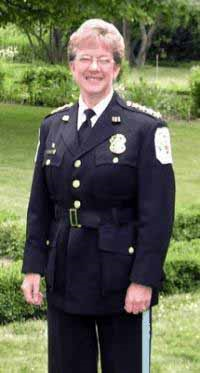
تيريزا تشامبرز

تيريزا تشامبرز (بالإنجليزية: Teresa Chambers)‏ هي ضابطة تنفيذ قانون أمريكية، ورئيسة سابقة لشرطة الولايات المتحدة للمتنزهات (ش.و.م.م)، تولت منصب رئيسة شرطة المتنزهات الأمريكية في 31 يناير 2011، وكانت قد عملت سابقًا كرئيسة شرطة المتنزهات الأمريكية من فبراير 2002 حتى ديسمبر 2003، عندما تم إقالتها من المنصب.

## النشأة والتعليم
حصلت تشامبرز على درجة البكالوريوس في تطبيق القانون وعلم الجريمة من جامعة ماريلاند، وحصلت على درجة الماجستير في العلوم السلوكية التطبيقية مع التركيز على تنمية المجتمع من جامعة جونز هوبكنز. وتخرجت أيضًا من أكاديمية مكتب التحقيقات الفيدرالي الوطنية، والمعهد التنفيذي الوطني التابع لمكتب التحقيقات الفيدرالي.

## الحياة المهنية
خدمت تشامبرز كرئيسة لقسم شرطة دورهام في دورهام بولاية نورث كارولينا، وعملت مع إدارة شرطة مقاطعة برنس جورج في مقاطعة برنس جورج بولاية ماريلاند لأكثر من عشرين عامًا. كما عملت أيضًا كرئيسة لقسم شرطة ريفرديل بارك في ماريلاند.

## الفصل
تم فصل تشامبرز بعد التحدث بالتفصيل مع مراسلة صحيفة واشنطن بوست عن مخاوفها من أن المتطلبات الجديدة التي وضعها الكونغرس الأمريكي لمضاعفة عدد الحراس الثابتين في النصب التذكارية بواشنطن العاصمة، بالإضافة إلى نقص ميزانية شرطة المتنزهات، يُشكل خطرًا متزايدًا.
وقد قالت إدارة شرطة المتنزهات الأمريكية واتحاد القوات أنهم يخشون أن تكون التمركزات الثابتة في المركز التجاري قد أضرت بجهود مكافحة الإرهاب؛ لأن أقل عددًا من الضباط قادرون على القيام بدوريات في المنطقة. قالت تشمبرز أنها لا تعارض وجود أربعة ضباط خارج النصب التذكارية، لكنها تريد أيضًا أن يكون هناك ضباط يرتدون ملابس مدنية أو قادرين على القيام بدوريات، بدلًا من مجرد حراس يرتدون الزي العسكري. وقالت تشامبرز:
«إن خوفي الأكبر هو أن يلحق الضرر أو الموت لزائر أو موظف في إحدى حدائقنا، أو أننا سنفقد شيئًا رئيسيًا في أحد رموزنا.»
تمت مناقشة هذه الحادثة في سياق أكبر كمثال على كيفية إسكات المبلغين عن المخالفات في الوكالات الفيدرالية الأمريكية. كما كتب «توم شووب» في موقع Govexec.com، وهو موقع أخبار الأعمال للمديرين الفيدراليين والمديرين التنفيذيين بالولايات المتحدة:
«... بدأ موقف إطلاق النار على كاشف الفساد يسود عندما يتعلق الأمر بموظفي الخدمة الفيدرالية المهنيين متحديًا الحكمة التقليدية.»

## الاستئناف واستعادة الوضع
خلال الفترة التي كانت انتظرت فيها تشامبرز استئنافها كموظفة فيدرالية، عملت كرئيسة شرطة متنزهات ريفرديل بولاية ماريلاند. في يوم الثلاثاء 11 يناير 2011، أمر مجلس حماية أنظمة الاستحقاقات بشرطة المتنزهات بإعادة تشامبرز في غضون 20 يومًا. كما أمرت وزارة الداخلية الأمريكية، وهي الوكالة الأم لشرطة متنزهات الولايات المتحدة، بالدفع لها بأثر رجعي إلى يوليو 2004. وقد حصلت على تعويض عن الرسوم القانونية. وفي 21 يناير 2011، استأنفت تشامبرز منصبها كرئيسة لشرطة المتنزهات الأمريكية بعد أن وافق رئيسها الحالي على التنحي. تقاعدت تشامبرز من منصبها في ديسمبر 2013.